# 兵庫県立北はりま特別支援学校
兵庫県立北はりま特別支援学校（ひょうごけんりつ きたはりまとくべつしえんがっこう）は、兵庫県多可郡多可町中区間子にある県立特別支援学校。知的障害がある児童・生徒を教育対象とする。

## 設置学部
- 小学部
- 中学部
- 高等部

## 歴史
- 1979年（昭和54年）4月1日 - 兵庫県立氷上養護学校中町分校として開校。
- 1979年（昭和58年）12月26日 - 現在地に新校舎完成。児童生徒通学用スクールバス配置。
- 1992年（平成4年）4月1日 - 兵庫県立北はりま養護学校として独立開校。同時に高等部を設置。
- 2007年（平成19年）4月1日 - 学校名を兵庫県立北はりま特別支援学校に変更。

## 通学区域
- 西脇市
- 加東市
- 多可町